# PSL(2,7)
数学上，射影特殊线性群 PSL (2,7)（同构于 GL(3,2)）是一个有限单群，在代数、几何和数论中有重要应用。 它是Klein四次曲线的自同构群，也是Fano平面的对称群。 具有168个元素的 PSL (2,7) 是继交错群 A5（5文字的对称群的子群，有60个元素，同构于正二十面体的旋转对称群，也同构于 PSL (2,5)）之后第二小的非阿贝尔单群。

## 定义
一般线性群 GL (2,7) 由 F7（七元素的有限域）上所有可逆的二阶方阵组成。它们的行列式不为零。子群 SL (2,7) 包含所有行列式为单位的矩阵。PSL (2,7) 则定义为在
SL(2, 7)/{I, −I}
上视 I 和 -I 等同得到的商群，其中 I 是单位矩阵。 在本文中，我们用 G 表示任一与 PSL (2,7) 同构的群。

## 性质
G = PSL(2, 7) 有 168 个元素，这可通过统计可能的列数得到：第一列有72−1 = 48 种可能，第二列有 72−7 = 42。为使行列式为 1，必须再除以 7−1 = 6，又因视 I 和 -I 为等同，必须再除以 2，结果是 (48×42)/(6×2) = 168.
有一个普遍的结果，即 PSL(n, q) 是单群当 n, q ≥ 2 (q 是某质数之幂), 除非 (n, q) = (2, 2) or (2, 3). PSL(2, 2) 同构于对称群 S3, 而 PSL(2, 3) 同构于交错群 A4. 实际上，PSL(2, 7) 是第二小的非阿贝尔单群，仅次于交错群 A5 = PSL(2, 5) = PSL(2, 4).
共轭类和不可约表示的个数是 6。共轭类的大小分别是 1, 21, 42, 56, 24, 24。不可约表示的维数分别是 1, 3, 3, 6, 7, 8.
特征标表
{\displaystyle {\begin{array}{r|cccccc}&1A_{1}&2A_{21}&4A_{42}&3A_{56}&7A_{24}&7B_{24}\\\hline \chi _{1}&1&1&1&1&1&1\\\chi _{2}&3&-1&1&0&\sigma &{\bar {\sigma }}\\\chi _{3}&3&-1&1&0&{\bar {\sigma }}&\sigma \\\chi _{4}&6&2&0&0&-1&-1\\\chi _{5}&7&-1&-1&1&0&0\\\chi _{6}&8&0&0&-1&1&1\\\end{array}},}
这里：
{\displaystyle \sigma ={\frac {-1+i{\sqrt {7}}}{2}}.}
下表按类中元素的阶、类的大小、每个代表元在 GL(3, 2) 中的最小多项式和一个代表元在 PSL(2, 7) 中的函数表示描述各个共轭类。注意类 7A 在 7B 在一个自同构下互换，因此出自 GL(3, 2) 和 PSL(2, 7) 的代表元可任意切换。
| 阶 | 大小 | 最小多项式 | 函数    |
| -- | ---- | ---------- | ------- |
| 1  | 1    | x+1        | x       |
| 2  | 21   | x2+1       | −1/x    |
| 3  | 56   | x3+1       | 2x      |
| 4  | 42   | x3+x2+x+1  | 1/(3−x) |
| 7  | 24   | x3+x+1     | x + 1   |
| 7  | 24   | x3+x2+1    | x + 3   |

群的阶是 168=3×7×8，因此必有 3，7，8 阶的 Sylow 子群。头两个容易描述，它们是循环群，因为任何质数阶群是循环群。共轭类 3A56 中任一元素生成 Sylow 3-子群。共轭类 7A24, 7B24 中任一元素生成 Sylow 7-子群。Sylow 2-子群是八阶二面体群。它可以描述为共轭类 2A21 中任一元素的中心化子。 在用 GL(3, 2) 表示时，任一 Sylow 2-子群由上三角矩阵组成。
该群及其 Sylow 2-子群提供了多个正规 p-补定理在 p = 2 情形时的反例。

## 在射影空间上的作用
G = PSL(2, 7) 通过分式线性变换作用在七元域上的射影直线 P1(7) 上：
{\displaystyle {\mbox{For  }}\gamma ={\begin{pmatrix}a&b\\c&d\end{pmatrix}}\in {\mbox{PSL}}(2,7){\mbox{  and  }}x\in \mathbf {P} ^{1}(7),\ \gamma \cdot x={\frac {ax+b}{cx+d}}}
P1(7) 的任一保定向的自同构均由此产生，而也因此 G = PSL(2, 7) 在几何上可以考虑作射影直线 P1(7) 的对称群；整个可能的保定向的射影直线自同构群却是它的 2 阶扩张 PGL(2, 7)，而这个射影直线的直射变换群则是整个点的对称群。
但是， PSL(2, 7) 亦同构于 PSL(3, 2) (= SL(3, 2) = GL(3, 2))，二元域上三阶方阵的特殊（一般）线性群。以相似的方式， G = PSL(3, 2) 作用在二元域上的射影平面 P2(2) —— 或叫Fano 平面上：
{\displaystyle {\mbox{For }}\gamma ={\begin{pmatrix}a&b&c\\d&e&f\\g&h&i\end{pmatrix}}\in {\mbox{PSL}}(3,2){\mbox{ and }}\mathbf {x} ={\begin{pmatrix}x\\y\\z\end{pmatrix}}\in \mathbf {P} ^{2}(2),\ \gamma \ \cdot \ \mathbf {x} ={\begin{pmatrix}ax+by+cz\\dx+ey+fz\\gx+hy+iz\end{pmatrix}}}
同样，任一 P2(2) 的自同构由此产生，G = PSL(3, 2) 可视为该射影平面的对称群。Fano 平面可用于描述八元数的乘法，因此 G 在八元数的乘法表上也有一个作用。

## Klein 四次曲面的对称群

Klein 四次曲面可以实现为3阶正七边形镶嵌的商曲面。

对偶地，Klein 四次曲面 可以实现为7阶三角形镶嵌之商曲面。

Klein 四次曲面是是在复数域 C 上按下面的四次多项式定义的射影簇：
x3y + y3z + z3x = 0.
这是一个亏格 g=3 的紧黎曼面，也是仅有的使共形自同构群的大小达到最大值 84(g−1) 的紧黎曼面。这个界是因为 Hurwitz 自同构定理，该定理对所有 g>1 成立。这样的“Hurwitz 曲面”很稀少；下一个存在这样曲面的亏格数为 g = 7，再下一个是 g = 14。
如同所有的 Hurwitz 曲面，Klein 四次曲线可以给定一个常负曲率的度量，并以正 (双曲的) 七边形镶嵌，作为3阶七边形镶嵌之商，而曲面作为 Riemann 面或代数曲线的自同构也就是镶嵌的自同构。对于 Klein 四次曲面来说，这会得到一个 24 个七边形构成的镶嵌，因此群的阶为 24 × 7 = 168. 对偶地，它可以用 56 个等边三角形镶嵌，共计 24 个顶点，每个顶点度数为 7，成为7阶三角形镶嵌之商。 
Klein 四次曲面在数学的多个领域都有出现，包括表示论、同调论、八元数乘法、Fermat 大定理和具有类数 1 的虚二次数域上的Stark 定理。

## Mathieu 群
PSL(2, 7) 是 Mathieu 群 M21 的极大子群。Mathieu 群 M21 和 M24 可由 PSL(2, 7) 作扩张得到。这些扩张可以用 Klein 四次曲面的镶嵌的语言解释，但不能通过镶嵌的几何对称实现。

## 群作用
PSL(2,7) 作用在多种集合上：
- 解释为 F7 上射影直线的线性自同构，它在一个 8 点集上的作用是 2-可迁的，而稳定化子为 3 阶的。 (PGL (2,7) 具有 3-可迁性，稳定化子是平凡的。)
- 解释为 Klein 四次曲面镶嵌的自同构，它在 24 个顶点（或对偶地，24个七边形）上的作用是可迁的，稳定化子为7阶（对应于顶点 / 七边形的旋转）。
- 将它解释为 Mathieu 群 M21 的一个子群，后者作用于 21 个点，但它在这 21 个点上的作用并不可迁。

## 进一步阅读
- Brown, Ezra; Loehr, Nicholas.  (PDF). Am. Math. Mon. 2009, 116: 727–732  [2019-04-28]. Zbl 1229.20046. doi:10.4169/193009709X460859. （原始内容 (PDF)存档于2016-10-09）.